# Murray Bookchin
Murray Bookchin, född 14 januari 1921 i New York City, New York, död 30 juli 2006 i Burlington, Vermont, var en amerikansk ekoanarkist, aktivist och politisk filosof.

## Biografi
Murray Bookchins var son till Nathan Bookchin och Rose Kaluskaya och växte upp i Bronx. Föräldrarna var judiska immigranter från Ryssland. Vid nio års ålder blev han medlem i en pionjärrörelse. Desillusionerad av rörelsens auktoritära natur lämnade han den några år senare. I skolan studerade han Marxism och gick med i Socialist Workers Party. År 1940 började han arbeta i ett gjuteri i Bayonne, New Jersey och engagerade sig i en fackförening.
Bookchin övergick under 1960-talet till (sin version av) social anarkism, för att under 1990-talet växla över till att bara kalla sig för kommunalist. Bookchin anses ha bidragit till miljörörelsens framväxt med hans Our synthetic Environment (1962).
Bookchin förespråkar kommunalism – direktdemokratiskt konfedererade kommuner, decentralisering, småskalighet och relativt hög grad av självförsörjning; därmed ligger hans tankegångar nära Peter Kropotkins och Gustav Landauers, med tillägget om ett socialekologiskt samhälle.
Institutet för socialekologi i USA är till stor del en avknoppning från Bookchins kritik av det kapitalistiska och industriella samhället, där utbildningar i socialekologisk hållbarhet erbjuds. Bookchin har även inspirerat en omsvängning inom PKK från Marxism–leninism till det som Abdullah Öcalan kallar "demokratisk konfederalism" som grundas på Bookchins idéer.

## Författarskap
Bookchin, skrev under flera pseudonymer, såsom M.S. Shiloh, Lewis Herber, Robert Keller och  Harry Ludd.

### Verklista
Urval av Murray Bookchins böcker:
- 1980 – Towards an Ecological Society
- 1982 – The Ecology of Freedom
- 1987 –  The Rise of Urbanization and the Decline of Citizenship
- 1993 – Deep ecology & anarchism
- 1995 – Social anarchism or lifestyle anarchism
- 1995 – Re-Enchanting Humanity
- 1998 – The Spanish Anarchists
- 1999 – Anarchism, Marxism and the Future of the Left
- 2004 – Post-Scarcity	Anarchism
- 2005 – The Third Revolution
- 2007 – Social Ecology and Communalism
- 2015 – The Next Revolution
- 2017 – The Philosophy of Social Ecology
- 2017 – Remaking Society
- 2017 – Urbanisation without cities

#### Översättningar	till svenska
- 1983 – Ekologi & anarki
- 2001 – Frihetlig socialistisk politik
- 2003 – Perspektiv för en ny vänster